# Juliette Ramel
Juliette Fanny Henriette Ramel (Bettna, 12 de abril de 1987) es una jinete sueca que compite en la modalidad de doma.
Ganó una medalla de bronce en el Campeonato Europeo de Doma de 2019, en la prueba por equipos. Participó en los Juegos Olímpicos de Río de Janeiro 2016, ocupando el quinto lugar en la misma prueba.

## Palmarés internacional
| Campeonato Europeo | Campeonato Europeo      | Campeonato Europeo | Campeonato Europeo |
| Año                | Lugar                   | Medalla            | Categoría          |
| ------------------ | ----------------------- | ------------------ | ------------------ |
| 2019               | Róterdam (Países Bajos) | Medalla de bronce  | Por equipos        |